# 四海
四海是古中國的世界觀裡環繞中國四方之海，四個方位各有一個海。西海是青海湖，東海是東中國海，北海是貝加爾湖，南海是南中國海。其中西、北兩個海最初只是象徵，直到漢朝的對付匈奴的戰爭，才連繫到真實的位置。中國文學和詩詞歌賦中有提到「四海之內」這個文學的中國稱號。

## 歷史

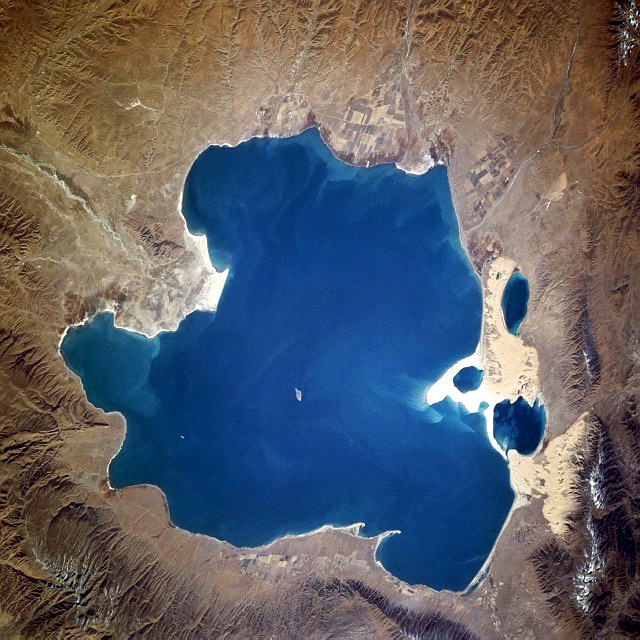
青海湖，西海

原本的四海只是漢朝以前中國邊境的隱喻。四海中只有兩個連繫到真實的位置，東海連到東中國海和南海連到南中國海。在漢朝，對付匈奴的戰爭將他們向西帶到貝加爾湖，他們記錄該湖為「翰海」（大海之意）並指定它為傳說中的北海。他們又遇到青海湖，他們稱之為西海，他們還遇到新疆的羅布泊和博斯騰湖。漢朝擴張超越傳統的西海，到達巴爾喀什湖，成為帝國最西的邊界和漢朝的新西海。探險隊曾被派遺去探索波斯灣，但沒有再進一步。漢朝的軍事擴張在郅支之戰後，於公元前36年結束。
中國文人墨士常提到四海。賈誼在一篇總結秦朝滅亡的政論，寫到雖然秦國成功「囊括四海，併吞八荒」，但其統治者「仁義不施而攻守之勢異也」。這個隱喻在成語「四海之內皆兄弟」這個帶有烏托邦色彩的諺語中提到。一首漢朝流行的詩歌歌詞讚頌「四海皆兄弟，誰為行路人。」（意為四海之內都是兄弟，沒有人是不相關的。）

「四海」所代指的地理範圍基本與漢地重疊。漢代置有東海（今连云港）、南海（今广州）、北海（今潍坊）、西海（今西宁）四郡。

### 引用
1. 1 2 3  Chang 2007，第264頁.
2. ↑  Chang 2007，第263–264頁.
3. 1 2  Chang 2007，第263頁.
4. ↑  Holcombe 2011，第48頁.
5. ↑  《舊五代史·卷七十·唐書四十六·列傳第二十二·李嚴》嚴對曰：「吾皇前年四月即位於鄴宮，當月下鄆州，十月四日，親統萬騎破賊中都，乘勝鼓行，遂誅汴孽，偽梁尚有兵三十萬，謀臣猛將，解甲倒戈。西盡甘、涼，東漸海外，南踰閩、浙，北極幽陵。牧伯侯王，稱藩不暇，家財入貢，府實上供。吳國本朝舊臣，岐下先皇元老，遣子入侍，述職稱藩。淮、海之君，卑辭厚貢，湖湘、荊楚，杭越、甌閩，異貨奇珍，府無虛月。吾皇以德懷來，以威款附。順則涵之以恩澤，逆則問之以干戈，四海車書，大同非晚。」